# 2010年ベラルーシ大統領選挙
2010年ベラルーシ大統領選挙（2010ねんベラルーシだいとうりょうせんきょ、ベラルーシ語: Прэзыдэнцкія выбары ў Беларусі 2010 году）は、ベラルーシで2010年12月19日に行われた大統領を選出する選挙である。

## 概要
「ヨーロッパ最後の独裁者」との異名で長年ベラルーシに君臨している現職のアレクサンドル・ルカシェンコは、3期もの長きに渡って大統領を務めたことで精神的にも肉体的にも疲れており、選挙に負けることを恐れていないという意向をベルタ通信社（ベラルーシの通信社）に語っていた。
また、隣国のロシアは、ルカシェンコ大統領の当選を阻止し、政治の世界から排除し、ベラルーシを事実上吸収合併することを狙っているとされたが、最終的にはルカシェンコの当選を認めた。
ルカシェンコは対立候補を「人民の敵」と罵り、また、ロシアが反ルカシェンコ候補への不正な資金提供を行ったとも述べていた。
2010年10月3日、ロシアのドミートリー・メドヴェージェフ大統領がルカシェンコを「外交的儀礼どころか、人間としての基本的礼儀さえわきまえない」と厳しく批判、ロシアがルカシェンコの当選を望んでいないことが明白となり、ルカシェンコは国際的孤立を深めていたが、大統領選直前になりルカシェンコとメドヴェージェフは和解した。
反ルカシェンコ勢力は統一候補の擁立に失敗し、多数の人物が出馬したことからかねてから共倒れが予想されており、結果としてその通りになった。

## 選挙結果
| 候補者                                      | 政党                         | 得票数    | 得票率 |
| ------------------------------------------- | ---------------------------- | --------- | ------ |
| アレクサンドル・ルカシェンコ                | 無所属                       | 5,130,557 | 79.65% |
| アンドレイ・サンニコフ                      | 無所属                       | 156,419   | 2.43%  |
| ヤロスラフ・ロマンチュク                    | ベラルーシ統一市民党         | 127,281   | 1.98%  |
| リゴール・カストゥセウ                      | BPF党                        | 126,999   | 1.97%  |
| ウラジーミル・ネクリャエフ                  | 無所属                       | 114,581   | 1.78%  |
| ヴィクトル・テレシチェンコ                  | 無所属                       | 76,764    | 1.19%  |
| ヴィタリー・リマシェウスキ                  | ベラルーシキリスト教民主主義 | 70,515    | 1.09%  |
| ニコライ・スタトケヴィチ                    | ベラルーシ社会民主党         | 67,583    | 1.05%  |
| アレス・ミハイレヴィチ                      | 無所属                       | 65,748    | 1.02%  |
| ドミトリー・ウス                            | 無所属                       | 25,117    | 0.39%  |
| 全候補に反対                                | 全候補に反対                 | 416,925   | 6.47%  |
| 総計                                        | 総計                         | 6,382,234 | 100.0% |
|                                             |                              |           |        |
| 有効票数（有効率）                          | 有効票数（有効率）           | 6,382,234 | 99.03% |
| 無効票・白票数（無効率）                    | 無効票・白票数（無効率）     | 62,542    | 0.97%  |
|                                             |                              |           |        |
| 投票総数（投票率）                          | 投票総数（投票率）           | 6,444,776 | 90.70% |
| 棄権者数（棄権率）                          | 棄権者数（棄権率）           | 660,884   | 9.30%  |
|                                             |                              |           |        |
| 有権者数                                    | 有権者数                     | 7,105,660 | 100.0% |
| 出典：ベラルーシ選挙管理委員会 （ロシア語） |                              |           |        |

## 抗議行動
ルカシェンコの当選確定後、多数の市民が選挙を「不正選挙」と訴え、数万人規模の抗議デモが発生した。しかし、政権側は治安部隊を動員し、武力で鎮圧した。候補者の一人であったウラジーミル・ネクリャエフは、集会中に治安部隊に頭部を殴られ負傷、病院へ搬送され手当てを受けた後に拘束される事態となった。また、治安部隊に拘束された市民は約600人に上った。ルカシェンコは、「ベラルーシでは役立たずの民主主義はいらない」「（民主化を訴える奴らは）民主主義者ではなく、ならず者だ」などと述べた。欧米諸国は非難声明を発表した。